# Martin Haarahiltunen

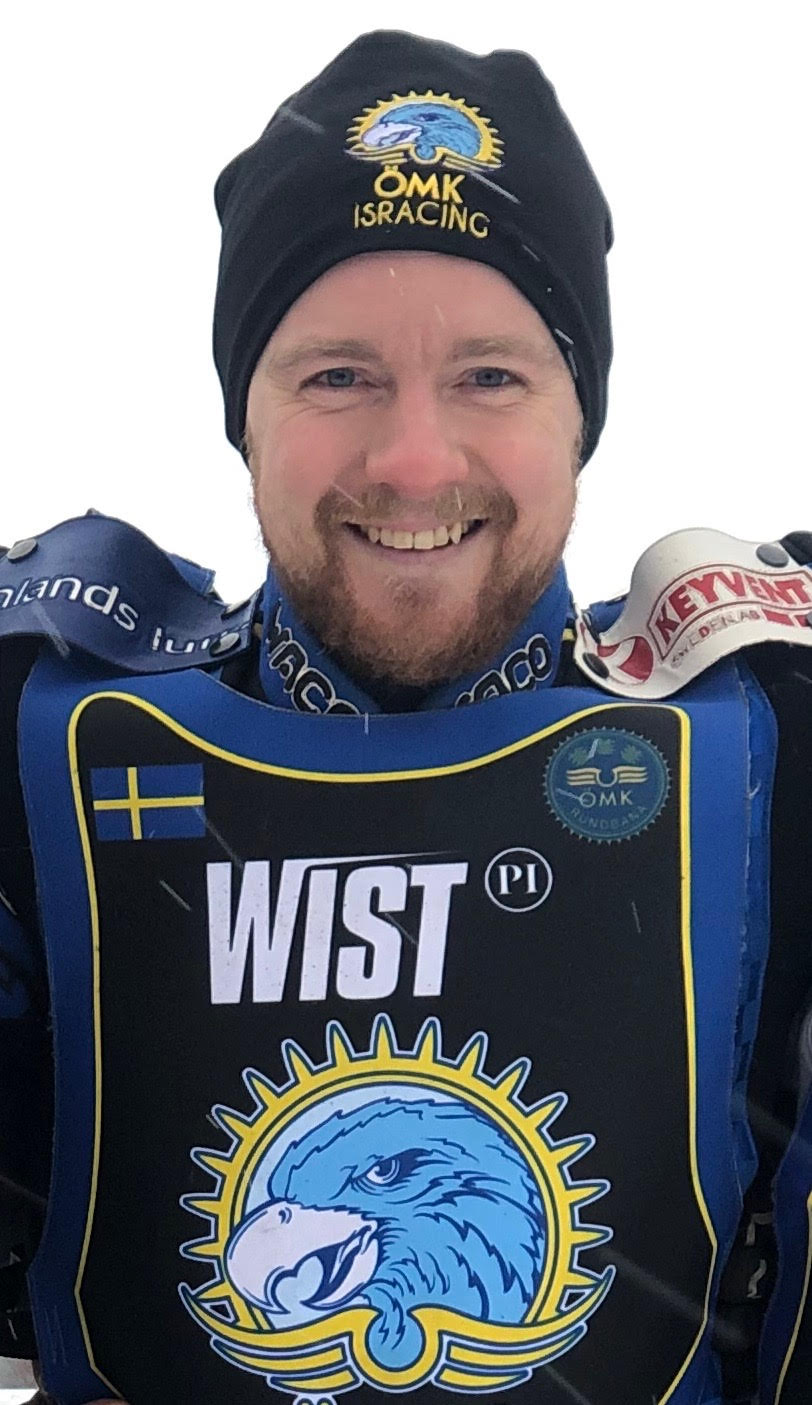
Martin Haarahiltunen, 2019.

Martin Jonas Haarahiltunen, född 2 oktober 1990 i Överhörnäs, Själevads församling i Västernorrlands län, är en svensk internationell isracingförare. Han blev svensk mästare i isracing 2018 i Hallstavik och även Nordisk Mästare samma år. Han försvarade SM-guldet på hemmaplan i Örnsköldsvik år 2019. Haarahiltunen har tävlat för det Ryska Superliga laget Kamensk-Uralsky säsongen 2019 och 2020. Haarahiltunen kvalade för första gången in till VM i isracing år 2018. Där hade han fina framgångar och visade på att den ryska världseliten, för första gången på många år, kunde utmanas starkt.  
3 april 2022 tog Haarahiltunen sitt första individuella VM guld i Heerenveen, Nederländerna. Det är det första VM-guld som Sverige tagit sedan 2002 då Per-Olof Serenius tog guld.
11 mars 2023 tog han även hem SM-titeln i hemstaden Örnsköldsvik.

## Familj
Martin Haarahiltunen växte upp i Överhörnäs i Örnsköldsvik kommun. Hans familj består av mamma, pappa, bror och syster; hans far är född i Finland.

## Individuella prestationer

### 2022
Individuellt VM-guld - 3 april 2022 på Thialf i Heerenveen, Nederländerna.
Nordisk Mästare - 19 mars 2022 på FOMAB Arena Kalix, Sverige
Svensk Mästare - 18 mars 2022 på FOMAB Arena Kalix, Sverige